# Гостиня (річка)
Гостиня (пол. Gostynia) — річка в Польщі, у Міколовському й Берунсько-Лендзінському повітах Сілезького воєводства. Ліва притока Вісли, (басейн Балтійського моря).

## Опис
Довжина річки 32,1 км, найкоротша відстань між витоком і гирлом — 27,83 км, коефіцієнт звивистості річки — 1,16 , площа басейну водозбору 349  км². Формується притоками, багатьма безіменними струмками, загатами та частково каналізована.

## Розташування
Бере початок на південно-східній стороні від міста Ожеше. Спочатку тече переважно на південний схід понад селом Гостин, потім на північний схід через місто Тихи і на південно-східній околиці міста Берунь впадає у річку Віслу.

## Притоки
- Поток Вирський, Поток Тирський, Поток Попроцанський, Млєчна (ліві); Стара Гостинка, Млинівка (праві).

## Цікавий факт
- Біля міста Тихи річку перетинає залізниця. На правому березі річки за 2,18 км розташована станція Кобюр, а на лівому березі за 3,20 км — Тихи-Жвакув.